# Thérèse Schwartze

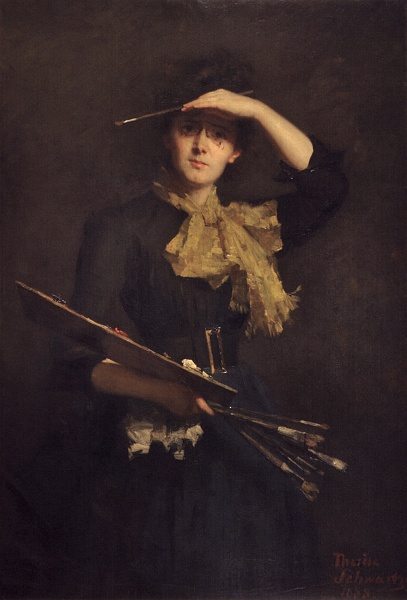
Thérèse Schwartze, Autoritratto all'età di 37 anni, (1888), Corridoio vasariano, Firenze

Thérèse Schwartze (Amsterdam, 20 dicembre 1851 – Amsterdam, 23 dicembre 1918) è stata una pittrice olandese, molto celebrata nel suo tempo, che unì grandi competenze tecniche di ritrattista con un eccellente senso degli affari.

## Biografia

### La giovinezza
Nata ad Amsterdam nel 1851, Thérèse era la figlia del pittore di origine americana Johan Georg Schwartze, da cui ricevette la sua prima formazione.

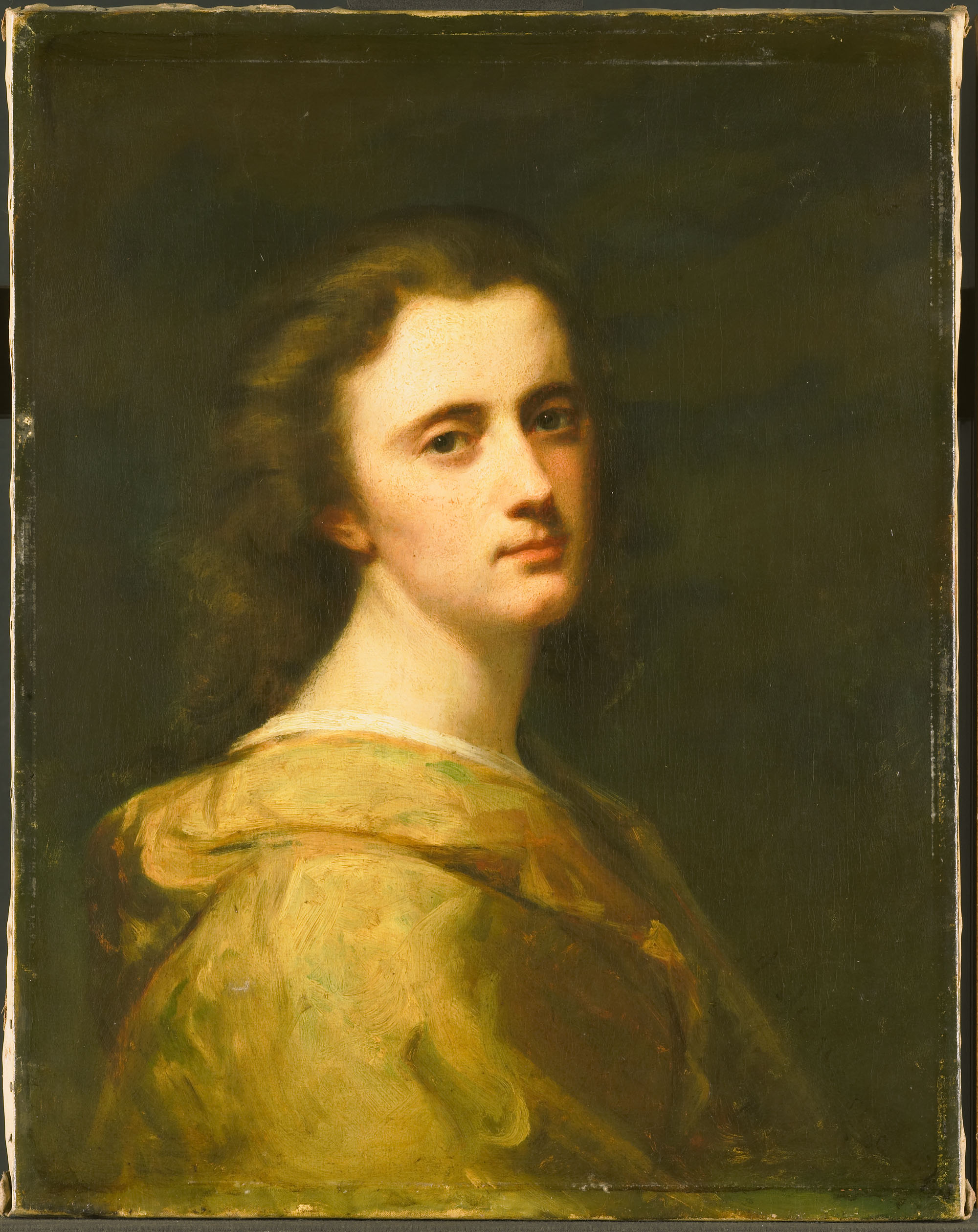
'Thérèse Schwartze all'età di 16 anni' ritratta da suo padre, (1867)

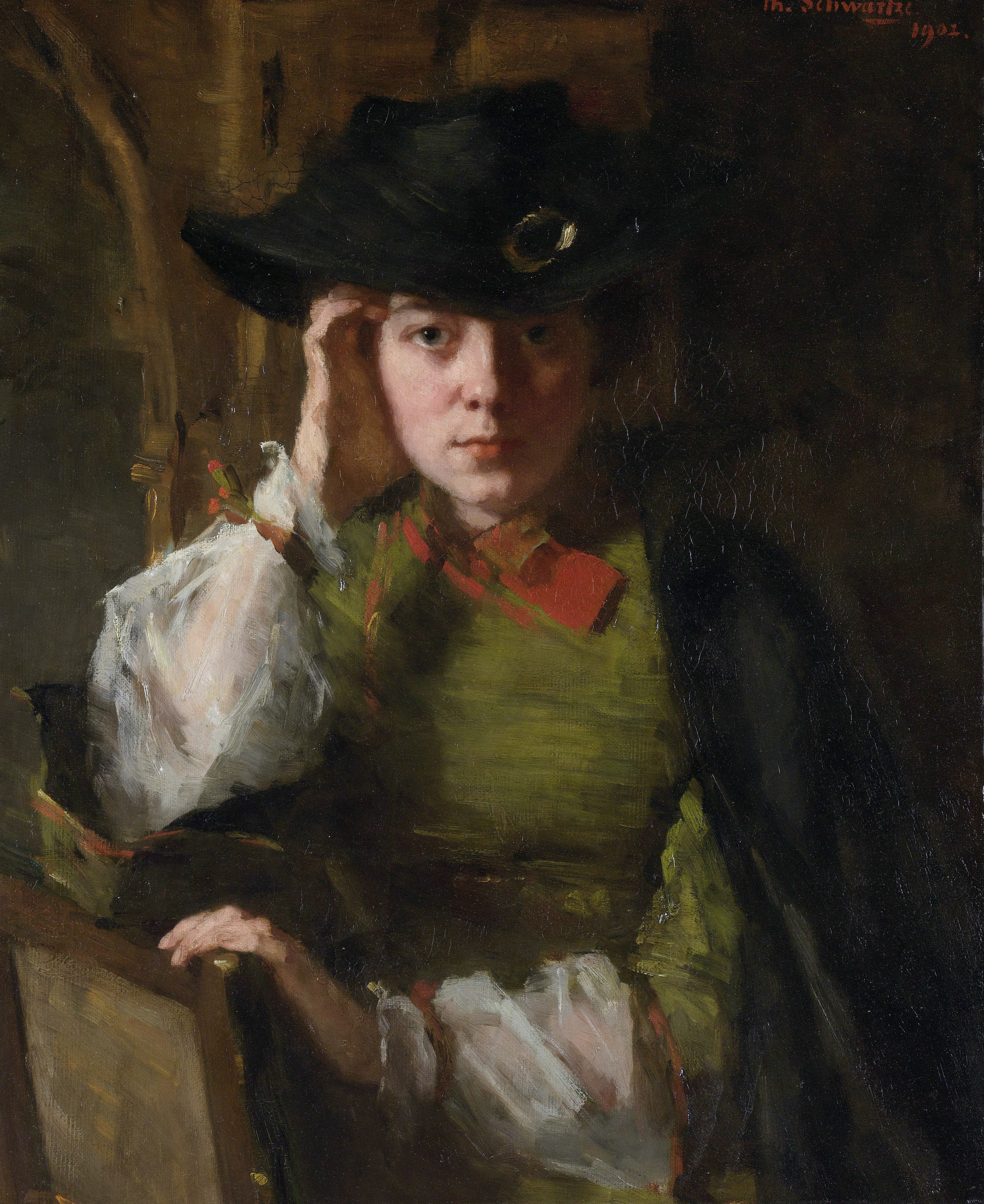
Thérèse Schwartze, 'Ritratto di Lizzy'

In seguito andò a studiare per un anno presso il Rijksacademie van Beeldende Kunsten e poi si recò a Monaco di Baviera dove proseguì i suoi studi insieme a Gabriel von Max e Franz von Lenbach. Nel 1879 andò a Parigi dove studiò sotto Jean-Jacques Henner. Quando tornò ad Amsterdam divenne un membro della società di artisti "Arti et Amicitiae".

L'elemento americano, con la sua eclatante audacia non-olandese, fece sempre parte del carattere di Thérèse Schwartze. La sua famiglia aveva un vissuto di immigrati che erano riusciti a costruirsi una nuova vita nei Paesi Bassi, e prima ancora in Germania. Erano una famiglia cosmopolita e avevano saputo adattarsi e sfruttare le occasioni, per far fronte agli inevitabili alti e bassi della vita, e Thérèse dall'ambiente familiare aveva assorbito audacia, perseveranza, fiducia in se stessa, e una ferma convinzione nelle proprie capacità.

Il padre Johann Georg non solo le insegnò gli elementi essenziali della pittura a partire dall'età di cinque anni, ma fornì alla figlia anche un’educazione non convenzionale per l’epoca. Già nel 1867, quando aveva 16 anni, Thérèse scrisse che voleva diventare una brava pittrice in modo da 'essere in grado di guadagnarsi da vivere con la pittura’. Un atteggiamento sorprendente nel suo contesto storico, nel quale l'idea di donne della classe media che si guadagnavano da vivere era un tabù.

### La maturità artistica
Perseguendo il suo obiettivo, conquistò una reputazione internazionale, partecipando a numerose mostre fuori dal suo paese e ottenendo commesse in tutta Europa e negli Stati Uniti. Nel 1884 ritornò a Parigi, dove trascorse quattro mesi a dipingere e dove espose le proprie opere al Salon annuale, con lo scopo di farsi notare sulla scena dell'arte più prestigiosa.

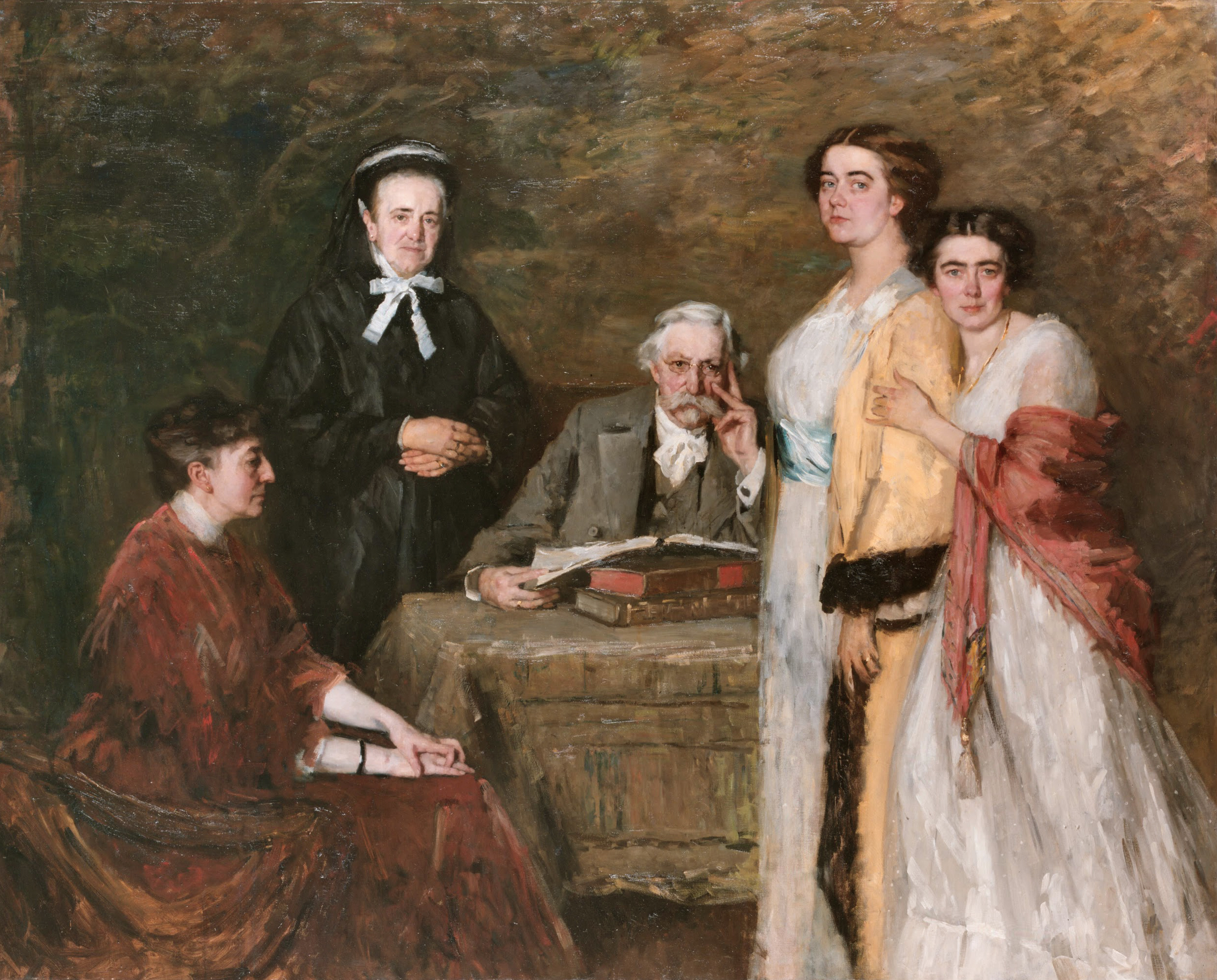
Thérèse Schwartze, 'I coinquilini'

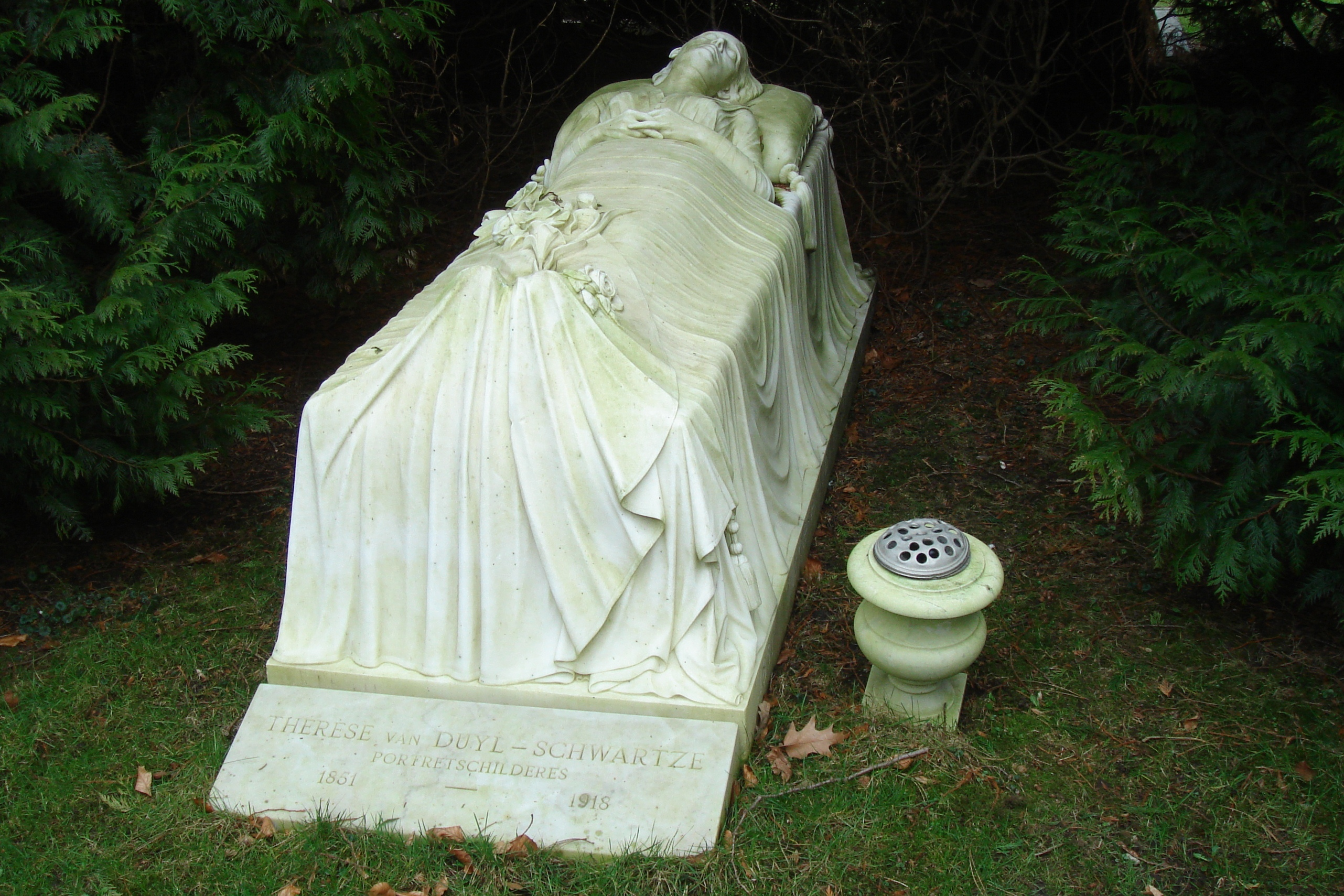
Tomba di Thérèse realizzata dalla sorella Georgine, oggi inserita fra i "rijksmonument"

In quanto artista di successo, rappresentò un modello per una generazione di pittrici olandesi, in particolare del gruppo di Amsterdam conosciuto come "Amsterdam Joffers", che includeva anche sua nipote, Lizzy Ansingh.

I suoi ritratti, per la maggior parte di esponenti della nobiltà olandese del XIX secolo ed anche della famiglia reale, sono notevoli per l'eccellente disegno dei personaggi, l’ampiezza e il vigore della movimentazione e la ricca qualità del pigmento.

Da ragazza firmava le sue opere "Th Schwartze". Dopo il matrimonio, si sposò in tarda età nel 1906 con Anton van Duyl, firmò le sue opere "Th. v Duyl.Schwartze".

Fu una delle poche pittrici della sua epoca che ebbero un invito a contribuire con il loro autoritratto alla galleria dei pittori iniziata dai Medici, nel XVI secolo, a Firenze. Il dipinto, "Autoritratto con la tavolozza, all'età di 37 anni", (1888), è oggi esposto nel Corridoio vasariano, collegato alla Galleria degli Uffizi.

Alcune delle opere più belle di Thérèse Schwartze, in particolare il ritratto di Piet Joubert J. e il dipinto Tre interne dell'orfanotrofio di Amsterdam sono al Rijksmuseum. Un altro dei suoi dipinti più noti, intitolato Cinque orfani di Amsterdam, è al Museo Boijmans Van Beuningen a Rotterdam.

### L'ultimo periodo
Il 22 luglio 1918 morì Anton van Duyl, il marito di Thérèse. Per lei, che era già in cattive condizioni di salute, fu un colpo che non riuscì a superare del tutto. Morì ad Amsterdam pochi mesi dopo, il 23 dicembre 1918. Fu sepolta nel "Zorgvlied Cemetery" ad Amsterdam. Successivamente fu trasferita al "Nieuwe Ooster Cemetery", sempre ad Amsterdam, dove la sorella creò per lei una tomba monumentale, che adesso è considerata un "Rijksmonument".

## Galleria d'immagini

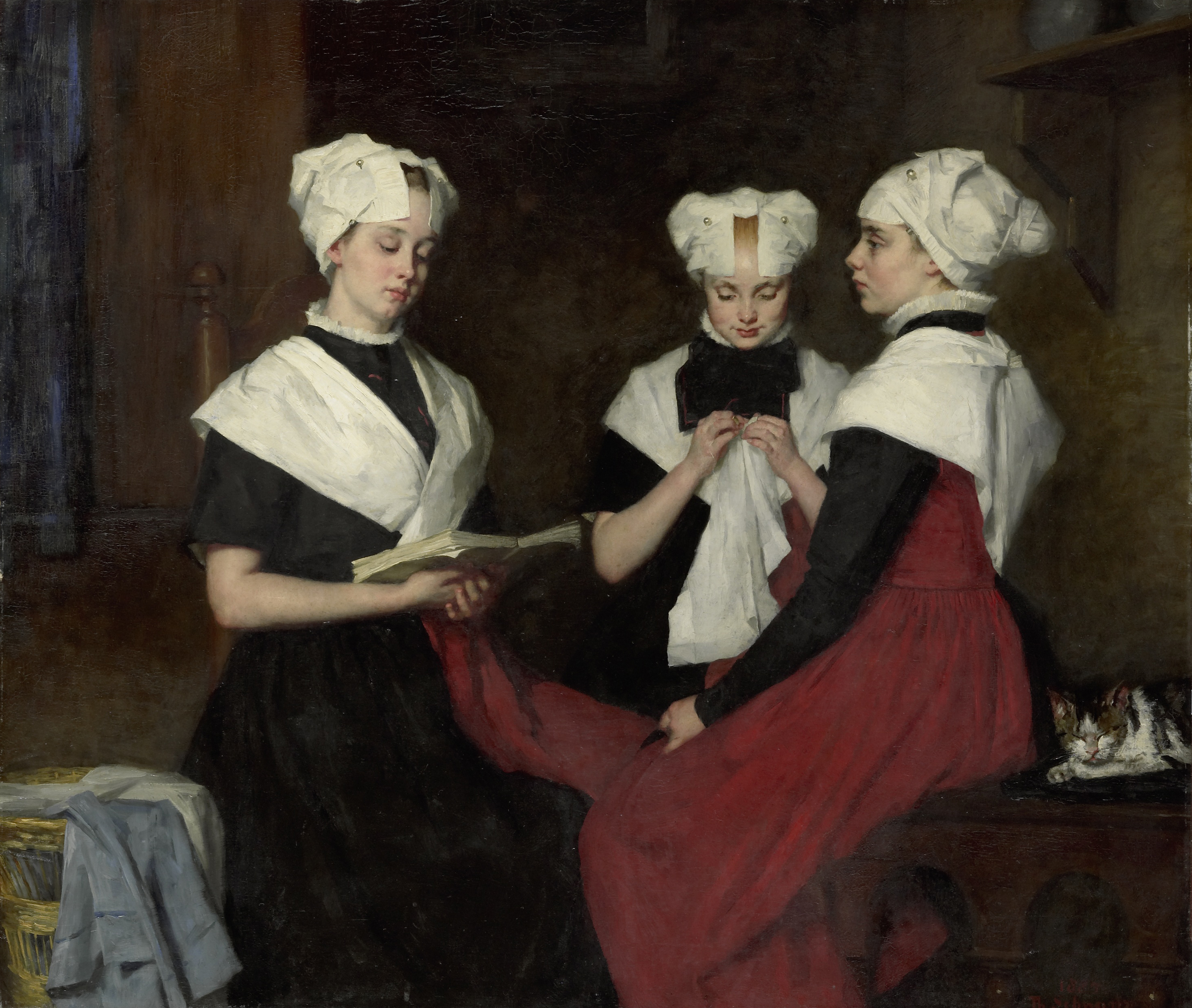
Tre interne dell'orfanotrofio di Amsterdam (1885)
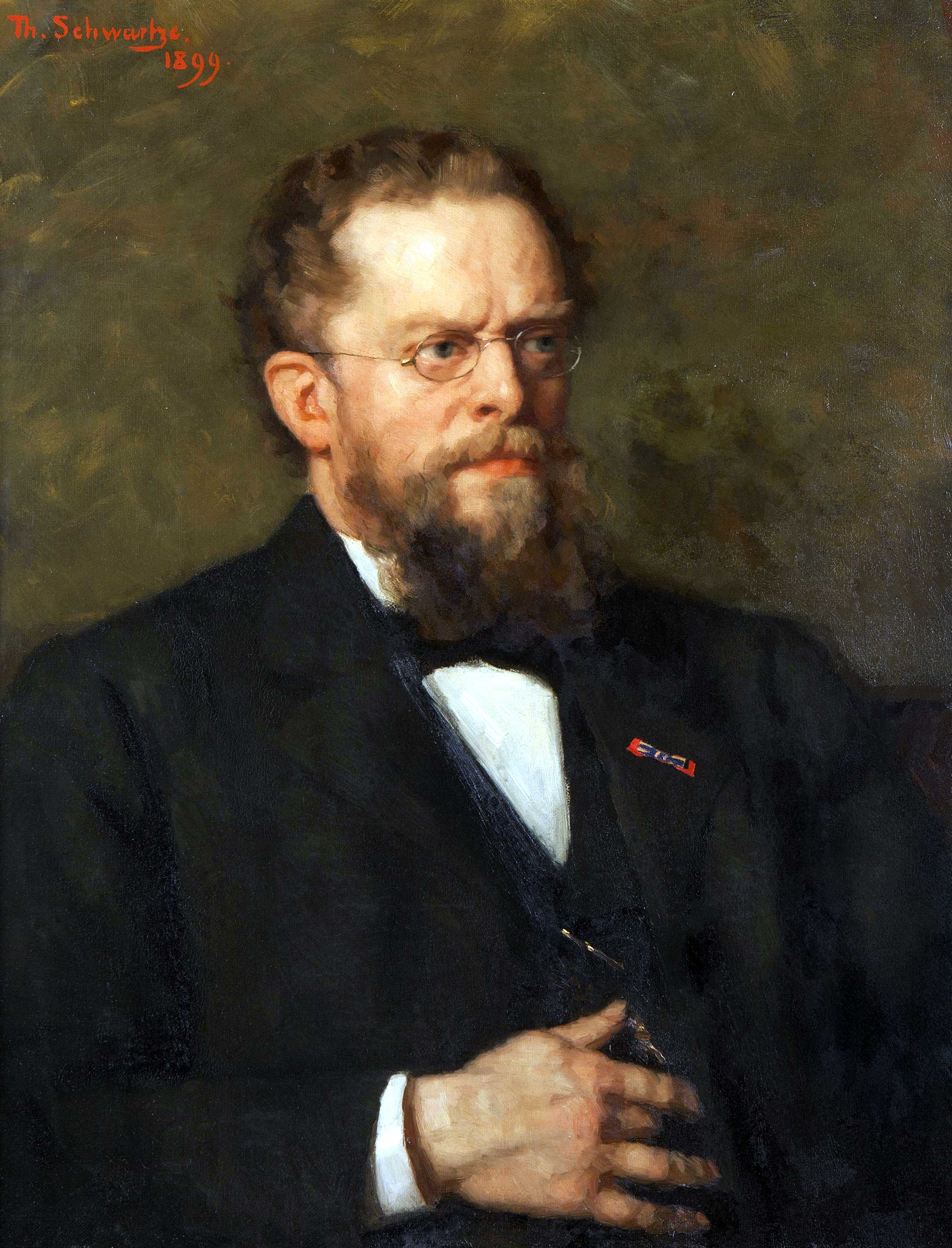
Ritratto del Prof. Franchimont (1899)
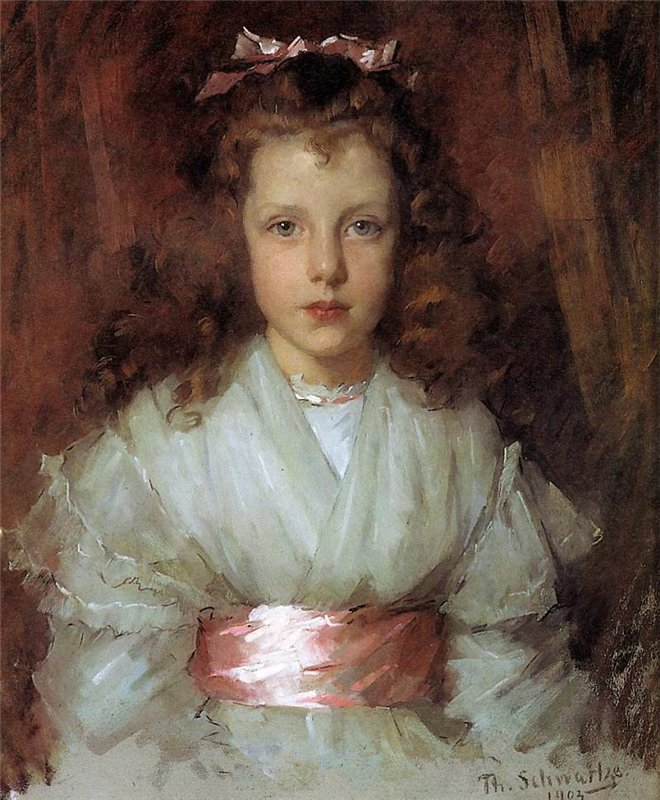
Ritratto di Geradine Marguerite van Hardenbroek (1903)
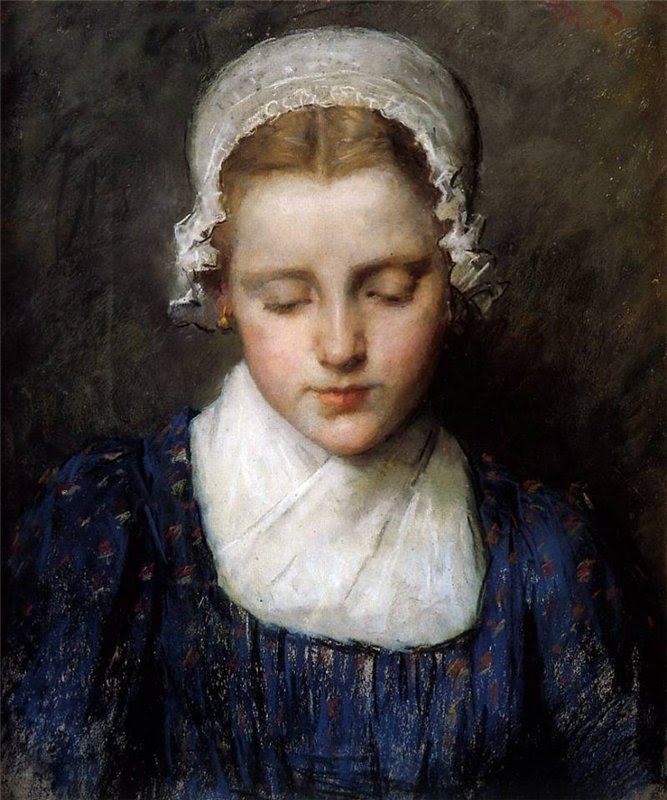
Ritratto di ragazza (1918)
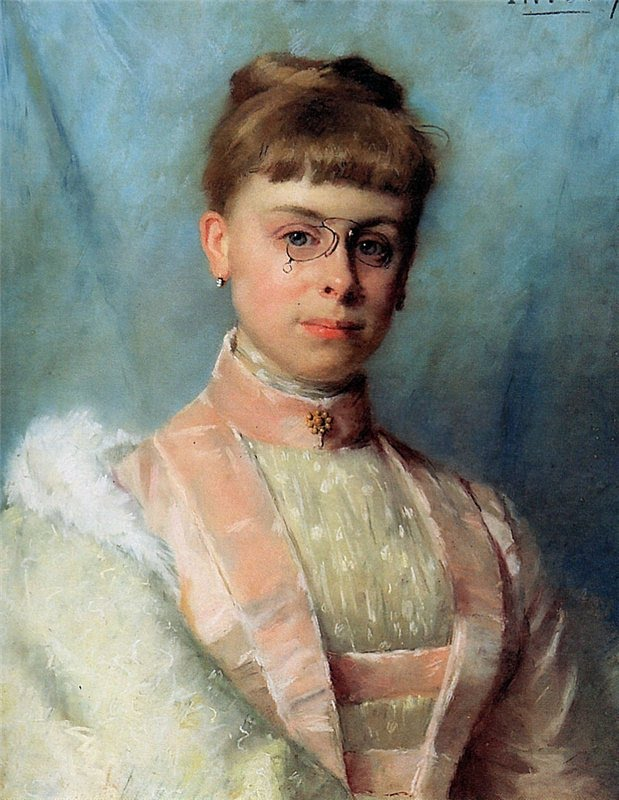
Ritratto di Johanna Eugenia Theadora Van Hoorn Schouwe (1918)